# ميس بلانشوني
ميس بلانشوني (الاسم العلمي:Celtis planchoniana) هو نوع من النباتات يتبع جنس الميس من الفصيلة القنبية.